# Brunellia elliptica
Brunellia elliptica är en tvåhjärtbladig växtart som beskrevs av José Cuatrecasas. Brunellia elliptica ingår i släktet Brunellia och familjen Brunelliaceae. Inga underarter finns listade i Catalogue of Life.